# Paracycling

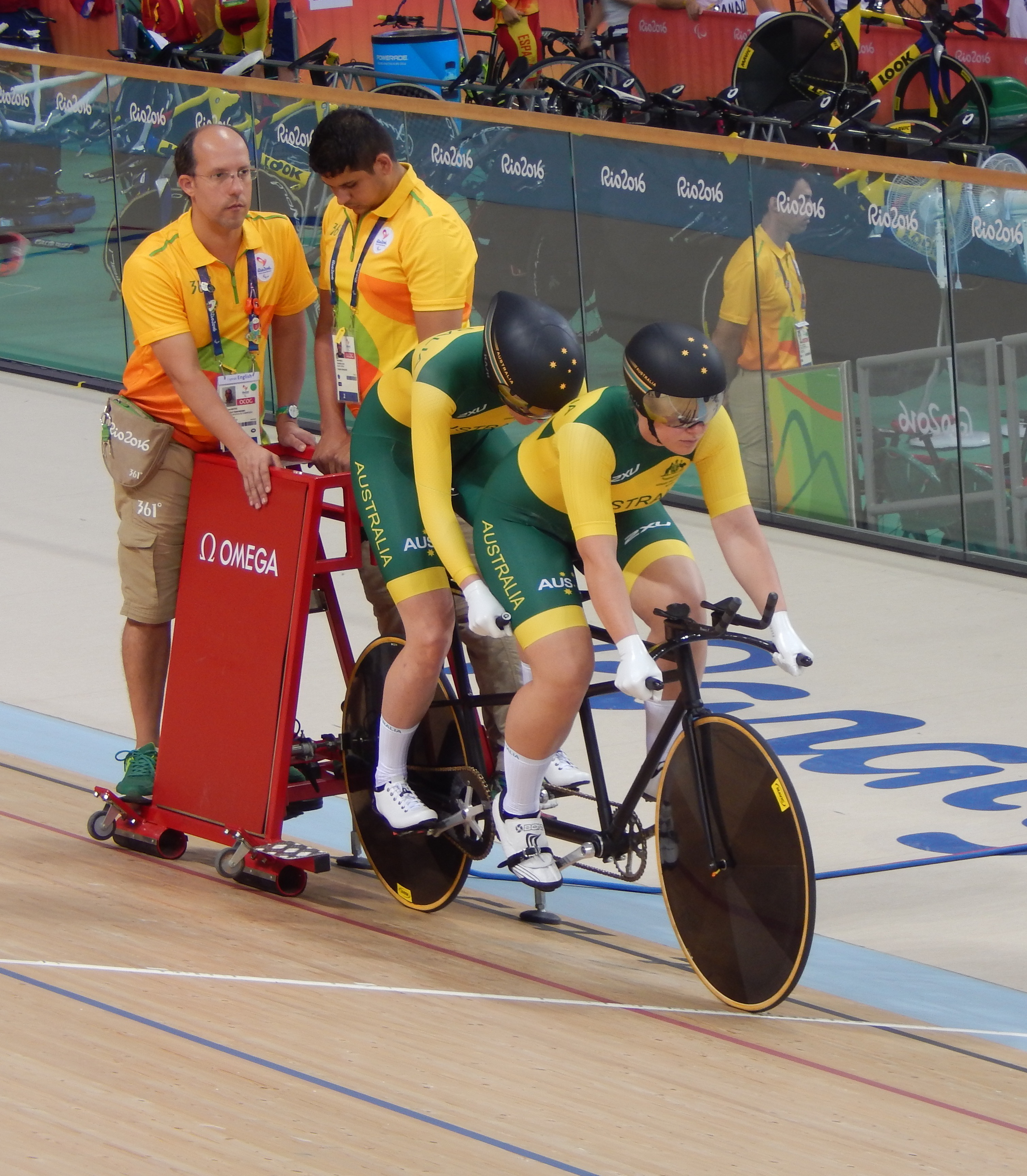
Start eines Tandems mit sehbehinderter Fahrerin (Jessica Gallagher, hinten) und sehender Pilotin (Madison Janssen) bei den Sommer-Paralympics 2016 in London

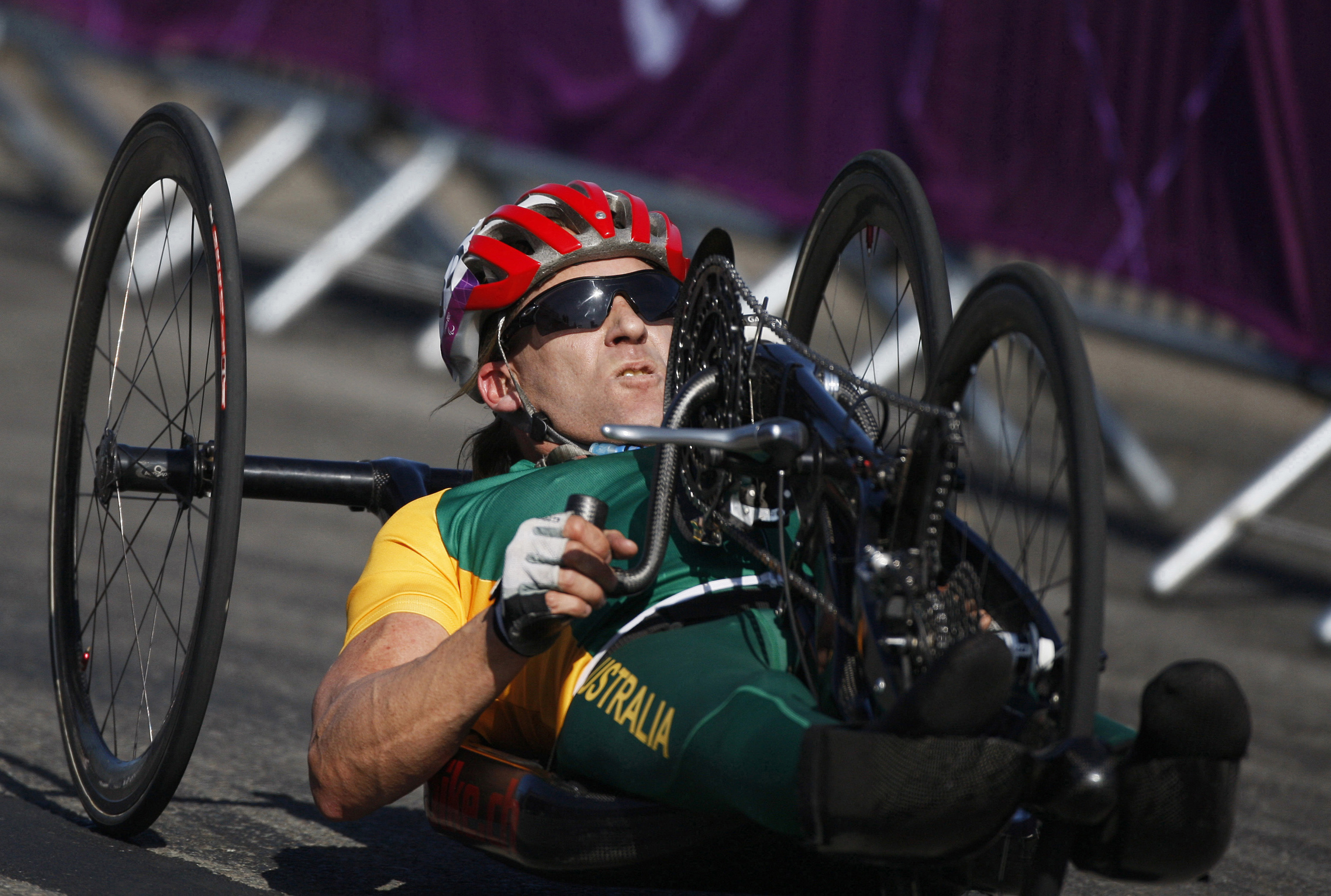
Handbiker Nigel Barley bei den Sommer-Paralympics 2012

Paracycling (auch Para-Cycling) bezeichnet den Radsport von körperlich eingeschränkten Sportlerinnen und Sportlern.

## Begriff
Der Begriff „Paracycling“ geht auf das Kunstwort Paralympics zurück. Dieses wurde zunächst als Zusammensetzung der Wörter paraplegic (engl.: querschnittsgelähmt) und Olympic geschaffen. Um auch die Zugehörigkeit von Menschen mit anderen Behinderungsarten zu repräsentieren, wurde der Begriff neu definiert und auf die griechischen Worte para (neben) und Olympics zurückgeführt, um die Nähe zur olympischen Bewegung und das Nebeneinander der Spiele auszudrücken.
Paracycling wurde zunächst vom Internationalen Paralympischen Komitee (IPC) administriert. Seitdem der Weltradsportverband Union Cycliste Internationale (UCI) im Jahre 2002 Paracycling in sein Programm aufnahm, hat sich der internationale Begriff Paracycling im Radsport zunehmend etabliert. 2007 übertrug das IPC die Verantwortung für den Sport an die UCI. Seit 2011 benutzen auch der Bund Deutscher Radfahrer, der Schweizer Verband Swiss Cycling sowie der Österreichische Radsport-Verband für Wettbewerbe mit körperbehinderten Radsportlern den Begriff Paracycling. In anderen Sportarten gibt es ähnliche Begriffe, wie zum Beispiel Para-Rowing oder Para-Swimming.

## Leistungsklassen
Am 1. Januar 2010 wurde die aktuelle Klassifikation der körperlichen Einschränkungen im Paracycling eingeführt. Diese Klassifikation wird von der UCI in Abstimmung mit dem Internationalen Paralympischen Komitee (IPC) durchgeführt. Nur Radsportler, die nach einer Klassifikation eine entsprechende Lizenz erhalten haben, dürfen bei Paracycling-Wettbewerben starten.
Die Leistungsklassen wiederum werden nach Disziplin unterschieden, wobei die höchste Beeinträchtigung mit der niedrigsten Ziffer bezeichnet wird. Seit 2014 bestehen folgende 13 Leistungsklassen:
- Rennrad (Cycling): C1 – C5
- Tandem für Sehbehinderte, die mit einem Piloten ohne Sehbehinderung fahren: B
- Handbike: H1 – H5
- Dreirad: T1 – T2

Bei Frauen und Männern wird jeweils ein „W“ beziehungsweise ein „M“ vor die Bezeichnung der Klassifikation gesetzt.

## Wettbewerbe
Paracycling besteht aus Wettbewerben auf Straße und Bahn. Auf der Straße gibt es Wettbewerbe für alle Leistungsklassen (B, C, H und T), auf der Bahn nur für Tandems und Rennräder (Klassen B und C). 
Die im UCI-Regelwerk enthaltenen Wettbewerbe auf der Straße sind:
- Straßenrennen (nur Eintagesrennen, Etappenrennen sind nicht vorgesehen)
- Einzelzeitfahren
- Handbike-Staffel

Die Bahn-Wettbewerbe sind:
- Zeitfahren
- Einerverfolgung
- Sprint (nur Klasse B)
- Teamsprint
- Scratch (nur Klasse C)
- Omnium (nur Klasse C)

Von Seiten der UCI wird das Paracycling manchmal als Teil von Straßenradsport und Bahnradsport dargestellt, manchmal als eigenständige Radsport-Disziplin.

## Wichtige Veranstaltungen
Im Programm der Paralympics stehen Straßen-Paracycling seit 1984 und Bahn-Paracycling seit 1996. Die UCI führt jährlich Paracycling-Bahnweltmeisterschaften und Paracycling-Straßenweltmeisterschaften durch. Dazu gibt es seit 2010 den UCI-Paracycling-Straßen-Weltcup mit in der Regel drei Läufen pro Saison. Alle fünf Kontinentalverbänden der UCI veranstalten Paracycling-Straßeneuropameisterschaften bzw. äquivalente Wettbewerbe. Europameisterschaften im Bahn-Paracycling existieren mit Stand 2024 nicht, jedoch Asien-, Ozeanien- und Panamerika-Meisterschaften.